# Settimana Internazionale di Coppi e Bartali 2023
Settimana Internazionale di Coppi e Bartali 2023 var den 38. udgave af det italienske etapeløb Settimana Internazionale di Coppi e Bartali. Cykelløbets fem etaper havde en samlet distance på 661,2 km, og blev kørt fra 21. marts hvor det startede i Riccione, til 25. marts 2023 hvor løbet sluttede i Carpi. Løbet var en del af Ciclismo Cup og UCI Europe Tour 2023. Den samlede vinder af løbet blev schweiziske Mauro Schmid fra Soudal Quick-Step.

## Etaperne
| Etape    | Dato     | Start – Mål                         | type          | Afstand (km) | Elevation (m) | Etapevinder   | Førende rytter |
| -------- | -------- | ----------------------------------- | ------------- | ------------ | ------------- | ------------- | -------------- |
| 1. etape | 21. mar. | Riccione – Riccione                 | kuperet etape | 161,8        | 2.878 m       | Rémi Cavagna  | Rémi Cavagna   |
| 2. etape | 22. mar. | Riccione – Longiano                 | kuperet etape | 172,5        | 2.860 m       | Sean Quinn    | Mauro Schmid   |
| 3. etape | 23. mar. | Forlì – Forlì                       | kuperet etape | 139,7        | 2.447 m       | Ben Healy     | Mauro Schmid   |
| 4. etape | 24. mar. | Fiorano Modenese – Fiorano Modenese | kuperet etape | 168,6        | 3.268 m       | Alexis Guérin | Mauro Schmid   |
| 5. etape | 25. mar. | Carpi – Carpi                       | enkeltstart   | 18,6         | 43 m          | Rémi Cavagna  | Mauro Schmid   |

### 1. etape
| Riccione - Riccione | kuperet etape | (161,8 km) |

| \| Etaperesultat \| Etaperesultat \| Etaperesultat \| Etaperesultat \| Etaperesultat \| \| Rytter \| Rytter \| Hold \| Tid \| \| \| ------------- \| ------------------ \| ---------------------------------- \| ------------- \| ------------- \| \| 1. \| Rémi Cavagna \| Soudal Quick-Step \| 4t 03' 03" \| \| \| 2. \| Mauro Schmid \| Soudal Quick-Step \| + 32" \| \| \| 3. \| Rick Pluimers \| Tudor Pro Cycling Team \| + 32" \| \| \| 4. \| Loe van Belle \| Jumbo-Visma \| + 32" \| \| \| 5. \| Natnael Tesfatsion \| Trek-Segafredo \| + 32" \| \| \| 6. \| Cristian Scaroni \| Astana Qazaqstan Team \| + 32" \| \| \| 7. \| Davide Gabburo \| Green Project-Bardiani CSF-Faizanè \| + 32" \| \| \| 8. \| Walter Calzoni \| Q36.5 Pro Cycling Team \| + 32" \| \| \| 9. \| Milan Vader \| Jumbo-Visma \| + 32" \| \| \| 10. \| Luc Wirtgen \| Tudor Pro Cycling Team \| + 32" \| \| |                    |                                    |            |
| |                    |                                    |            |
| |                    |                                    |            |
| Etaperesultat |                    |                                    |            |
| Rytter | Rytter             | Hold                               | Tid        |
| 1. | Rémi Cavagna       | Soudal Quick-Step                  | 4t 03' 03" |
| 2. | Mauro Schmid       | Soudal Quick-Step                  | + 32"      |
| 3. | Rick Pluimers      | Tudor Pro Cycling Team             | + 32"      |
| 4. | Loe van Belle      | Jumbo-Visma                        | + 32"      |
| 5. | Natnael Tesfatsion | Trek-Segafredo                     | + 32"      |
| 6. | Cristian Scaroni   | Astana Qazaqstan Team              | + 32"      |
| 7. | Davide Gabburo     | Green Project-Bardiani CSF-Faizanè | + 32"      |
| 8. | Walter Calzoni     | Q36.5 Pro Cycling Team             | + 32"      |
| 9. | Milan Vader        | Jumbo-Visma                        | + 32"      |
| 10. | Luc Wirtgen        | Tudor Pro Cycling Team             | + 32"      |

| \| Samlede stilling \| Samlede stilling \| Samlede stilling \| Samlede stilling \| Samlede stilling \| \| Rytter \| Rytter \| Hold \| Tid \| \| \| ---------------- \| ------------------ \| ---------------------------------- \| ---------------- \| ---------------- \| \| 1. \| Rémi Cavagna \| Soudal Quick-Step \| 4t 02' 53" \| \| \| 2. \| Mauro Schmid \| Soudal Quick-Step \| + 36" \| \| \| 3. \| Rick Pluimers \| Tudor Pro Cycling Team \| + 38" \| \| \| 4. \| Loe van Belle \| Jumbo-Visma \| + 42" \| \| \| 5. \| Natnael Tesfatsion \| Trek-Segafredo \| + 42" \| \| \| 6. \| Cristian Scaroni \| Astana Qazaqstan Team \| + 42" \| \| \| 7. \| Davide Gabburo \| Green Project-Bardiani CSF-Faizanè \| + 42" \| \| \| 8. \| Walter Calzoni \| Q36.5 Pro Cycling Team \| + 42" \| \| \| 9. \| Milan Vader \| Jumbo-Visma \| + 42" \| \| \| 10. \| Luc Wirtgen \| Tudor Pro Cycling Team \| + 42" \| \| |                    |                                    |            |
| |                    |                                    |            |
| |                    |                                    |            |
| Samlede stilling |                    |                                    |            |
| Rytter | Rytter             | Hold                               | Tid        |
| 1. | Rémi Cavagna       | Soudal Quick-Step                  | 4t 02' 53" |
| 2. | Mauro Schmid       | Soudal Quick-Step                  | + 36"      |
| 3. | Rick Pluimers      | Tudor Pro Cycling Team             | + 38"      |
| 4. | Loe van Belle      | Jumbo-Visma                        | + 42"      |
| 5. | Natnael Tesfatsion | Trek-Segafredo                     | + 42"      |
| 6. | Cristian Scaroni   | Astana Qazaqstan Team              | + 42"      |
| 7. | Davide Gabburo     | Green Project-Bardiani CSF-Faizanè | + 42"      |
| 8. | Walter Calzoni     | Q36.5 Pro Cycling Team             | + 42"      |
| 9. | Milan Vader        | Jumbo-Visma                        | + 42"      |
| 10. | Luc Wirtgen        | Tudor Pro Cycling Team             | + 42"      |

### 2. etape
| Riccione - Longiano | kuperet etape | (172,5 km) |

| \| Etaperesultat \| Etaperesultat \| Etaperesultat \| Etaperesultat \| Etaperesultat \| \| Rytter \| Rytter \| Hold \| Tid \| \| \| ------------- \| ------------------ \| ---------------------- \| ------------- \| ------------- \| \| 1. \| Sean Quinn \| EF Education-EasyPost \| 4t 18' 42" \| \| \| 2. \| Mauro Schmid \| Soudal Quick-Step \| + 0" \| \| \| 3. \| Walter Calzoni \| Q36.5 Pro Cycling Team \| + 0" \| \| \| 4. \| James Shaw \| EF Education-EasyPost \| + 0" \| \| \| 5. \| Gianluca Brambilla \| Q36.5 Pro Cycling Team \| + 3" \| \| \| 6. \| Thomas Gloag \| Jumbo-Visma \| + 13" \| \| \| 7. \| Florian Lipowitz \| Bora-Hansgrohe \| + 24" \| \| \| 8. \| Mark Padun \| EF Education-EasyPost \| + 34" \| \| \| 9. \| James Knox \| Soudal Quick-Step \| + 34" \| \| \| 10. \| Domenico Pozzovivo \| Israel-Premier Tech \| + 56" \| \| |                    |                        |            |
| |                    |                        |            |
| |                    |                        |            |
| Etaperesultat |                    |                        |            |
| Rytter | Rytter             | Hold                   | Tid        |
| 1. | Sean Quinn         | EF Education-EasyPost  | 4t 18' 42" |
| 2. | Mauro Schmid       | Soudal Quick-Step      | + 0"       |
| 3. | Walter Calzoni     | Q36.5 Pro Cycling Team | + 0"       |
| 4. | James Shaw         | EF Education-EasyPost  | + 0"       |
| 5. | Gianluca Brambilla | Q36.5 Pro Cycling Team | + 3"       |
| 6. | Thomas Gloag       | Jumbo-Visma            | + 13"      |
| 7. | Florian Lipowitz   | Bora-Hansgrohe         | + 24"      |
| 8. | Mark Padun         | EF Education-EasyPost  | + 34"      |
| 9. | James Knox         | Soudal Quick-Step      | + 34"      |
| 10. | Domenico Pozzovivo | Israel-Premier Tech    | + 56"      |

| \| Samlede stilling \| Samlede stilling \| Samlede stilling \| Samlede stilling \| Samlede stilling \| \| Rytter \| Rytter \| Hold \| Tid \| \| \| ---------------- \| ------------------ \| ---------------------- \| ---------------- \| ---------------- \| \| 1. \| Mauro Schmid \| Soudal Quick-Step \| 8t 22' 05" \| \| \| 2. \| Sean Quinn \| EF Education-EasyPost \| + 2" \| \| \| 3. \| Walter Calzoni \| Q36.5 Pro Cycling Team \| + 8" \| \| \| 4. \| James Shaw \| EF Education-EasyPost \| + 12" \| \| \| 5. \| Gianluca Brambilla \| Q36.5 Pro Cycling Team \| + 15" \| \| \| 6. \| Mark Padun \| EF Education-EasyPost \| + 1' 05" \| \| \| 7. \| James Knox \| Soudal Quick-Step \| + 1' 08" \| \| \| 8. \| Domenico Pozzovivo \| Israel-Premier Tech \| + 1' 08" \| \| \| 9. \| Stefan de Bod \| EF Education-EasyPost \| + 1' 08" \| \| \| 10. \| Cristian Scaroni \| Astana Qazaqstan Team \| + 1' 10" \| \| |                    |                        |            |
| |                    |                        |            |
| |                    |                        |            |
| Samlede stilling |                    |                        |            |
| Rytter | Rytter             | Hold                   | Tid        |
| 1. | Mauro Schmid       | Soudal Quick-Step      | 8t 22' 05" |
| 2. | Sean Quinn         | EF Education-EasyPost  | + 2"       |
| 3. | Walter Calzoni     | Q36.5 Pro Cycling Team | + 8"       |
| 4. | James Shaw         | EF Education-EasyPost  | + 12"      |
| 5. | Gianluca Brambilla | Q36.5 Pro Cycling Team | + 15"      |
| 6. | Mark Padun         | EF Education-EasyPost  | + 1' 05"   |
| 7. | James Knox         | Soudal Quick-Step      | + 1' 08"   |
| 8. | Domenico Pozzovivo | Israel-Premier Tech    | + 1' 08"   |
| 9. | Stefan de Bod      | EF Education-EasyPost  | + 1' 08"   |
| 10. | Cristian Scaroni   | Astana Qazaqstan Team  | + 1' 10"   |

### 3. etape
| Forlì - Forlì | kuperet etape | (139,7 km) |

| \| Etaperesultat \| Etaperesultat \| Etaperesultat \| Etaperesultat \| Etaperesultat \| \| Rytter \| Rytter \| Hold \| Tid \| \| \| ------------- \| ------------------ \| ---------------------- \| ------------- \| ------------- \| \| 1. \| Ben Healy \| EF Education-EasyPost \| 3t 29' 06" \| \| \| 2. \| Domenico Pozzovivo \| Israel-Premier Tech \| + 0" \| \| \| 3. \| Mark Padun \| EF Education-EasyPost \| + 0" \| \| \| 4. \| Felix Engelhardt \| Team Jayco AlUla \| + 25" \| \| \| 5. \| Mauro Schmid \| Soudal Quick-Step \| + 25" \| \| \| 6. \| Walter Calzoni \| Q36.5 Pro Cycling Team \| + 25" \| \| \| 7. \| Natnael Tesfatsion \| Trek-Segafredo \| + 25" \| \| \| 8. \| Milan Vader \| Jumbo-Visma \| + 25" \| \| \| 9. \| Leo Hayter \| Ineos Grenadiers \| + 25" \| \| \| 10. \| Floris De Tier \| Bingoal WB \| + 25" \| \| |                    |                        |            |
| |                    |                        |            |
| |                    |                        |            |
| Etaperesultat |                    |                        |            |
| Rytter | Rytter             | Hold                   | Tid        |
| 1. | Ben Healy          | EF Education-EasyPost  | 3t 29' 06" |
| 2. | Domenico Pozzovivo | Israel-Premier Tech    | + 0"       |
| 3. | Mark Padun         | EF Education-EasyPost  | + 0"       |
| 4. | Felix Engelhardt   | Team Jayco AlUla       | + 25"      |
| 5. | Mauro Schmid       | Soudal Quick-Step      | + 25"      |
| 6. | Walter Calzoni     | Q36.5 Pro Cycling Team | + 25"      |
| 7. | Natnael Tesfatsion | Trek-Segafredo         | + 25"      |
| 8. | Milan Vader        | Jumbo-Visma            | + 25"      |
| 9. | Leo Hayter         | Ineos Grenadiers       | + 25"      |
| 10. | Floris De Tier     | Bingoal WB             | + 25"      |

| \| Samlede stilling \| Samlede stilling \| Samlede stilling \| Samlede stilling \| Samlede stilling \| \| Rytter \| Rytter \| Hold \| Tid \| \| \| ---------------- \| ------------------ \| ---------------------- \| ---------------- \| ---------------- \| \| 1. \| Mauro Schmid \| Soudal Quick-Step \| 11t 51' 36" \| \| \| 2. \| Walter Calzoni \| Q36.5 Pro Cycling Team \| + 8" \| \| \| 3. \| James Shaw \| EF Education-EasyPost \| + 12" \| \| \| 4. \| Gianluca Brambilla \| Q36.5 Pro Cycling Team \| + 15" \| \| \| 5. \| Mark Padun \| EF Education-EasyPost \| + 36" \| \| \| 6. \| Domenico Pozzovivo \| Israel-Premier Tech \| + 37" \| \| \| 7. \| Ben Healy \| EF Education-EasyPost \| + 38" \| \| \| 8. \| Sean Quinn \| EF Education-EasyPost \| + 57" \| \| \| 9. \| Natnael Tesfatsion \| Trek-Segafredo \| + 1' 10" \| \| \| 10. \| Felix Engelhardt \| Team Jayco AlUla \| + 1' 13" \| \| |                    |                        |             |
| |                    |                        |             |
| |                    |                        |             |
| Samlede stilling |                    |                        |             |
| Rytter | Rytter             | Hold                   | Tid         |
| 1. | Mauro Schmid       | Soudal Quick-Step      | 11t 51' 36" |
| 2. | Walter Calzoni     | Q36.5 Pro Cycling Team | + 8"        |
| 3. | James Shaw         | EF Education-EasyPost  | + 12"       |
| 4. | Gianluca Brambilla | Q36.5 Pro Cycling Team | + 15"       |
| 5. | Mark Padun         | EF Education-EasyPost  | + 36"       |
| 6. | Domenico Pozzovivo | Israel-Premier Tech    | + 37"       |
| 7. | Ben Healy          | EF Education-EasyPost  | + 38"       |
| 8. | Sean Quinn         | EF Education-EasyPost  | + 57"       |
| 9. | Natnael Tesfatsion | Trek-Segafredo         | + 1' 10"    |
| 10. | Felix Engelhardt   | Team Jayco AlUla       | + 1' 13"    |

### 4. etape
| Fiorano Modenese - Fiorano Modenese | kuperet etape | (168,6 km) |

| \| Etaperesultat \| Etaperesultat \| Etaperesultat \| Etaperesultat \| Etaperesultat \| \| Rytter \| Rytter \| Hold \| Tid \| \| \| ------------- \| ---------------------- \| --------------------------------------- \| ------------- \| ------------- \| \| 1. \| Alexis Guérin \| Bingoal WB \| 4t 05' 29" \| \| \| 2. \| Mauro Schmid \| Soudal Quick-Step \| + 3" \| \| \| 3. \| James Shaw \| EF Education-EasyPost \| + 3" \| \| \| 4. \| Johannes Staune-Mittet \| Jumbo-Visma \| + 3" \| \| \| 5. \| Domenico Pozzovivo \| Israel-Premier Tech \| + 3" \| \| \| 6. \| Ben Healy \| EF Education-EasyPost \| + 3" \| \| \| 7. \| Felix Engelhardt \| Team Jayco AlUla \| + 17" \| \| \| 8. \| Mark Stewart \| Bolton Equities Black Spoke Pro Cycling \| + 17" \| \| \| 9. \| Davide Gabburo \| Green Project-Bardiani CSF-Faizanè \| + 17" \| \| \| 10. \| Natnael Tesfatsion \| Trek-Segafredo \| + 17" \| \| |                        |                                         |            |
| |                        |                                         |            |
| |                        |                                         |            |
| Etaperesultat |                        |                                         |            |
| Rytter | Rytter                 | Hold                                    | Tid        |
| 1. | Alexis Guérin          | Bingoal WB                              | 4t 05' 29" |
| 2. | Mauro Schmid           | Soudal Quick-Step                       | + 3"       |
| 3. | James Shaw             | EF Education-EasyPost                   | + 3"       |
| 4. | Johannes Staune-Mittet | Jumbo-Visma                             | + 3"       |
| 5. | Domenico Pozzovivo     | Israel-Premier Tech                     | + 3"       |
| 6. | Ben Healy              | EF Education-EasyPost                   | + 3"       |
| 7. | Felix Engelhardt       | Team Jayco AlUla                        | + 17"      |
| 8. | Mark Stewart           | Bolton Equities Black Spoke Pro Cycling | + 17"      |
| 9. | Davide Gabburo         | Green Project-Bardiani CSF-Faizanè      | + 17"      |
| 10. | Natnael Tesfatsion     | Trek-Segafredo                          | + 17"      |

| \| Samlede stilling \| Samlede stilling \| Samlede stilling \| Samlede stilling \| Samlede stilling \| \| Rytter \| Rytter \| Hold \| Tid \| \| \| ---------------- \| ---------------------- \| ---------------------- \| ---------------- \| ---------------- \| \| 1. \| Mauro Schmid \| Soudal Quick-Step \| 15t 57' 02" \| \| \| 2. \| James Shaw \| EF Education-EasyPost \| + 14" \| \| \| 3. \| Walter Calzoni \| Q36.5 Pro Cycling Team \| + 28" \| \| \| 4. \| Gianluca Brambilla \| Q36.5 Pro Cycling Team \| + 35" \| \| \| 5. \| Domenico Pozzovivo \| Israel-Premier Tech \| + 43" \| \| \| 6. \| Ben Healy \| EF Education-EasyPost \| + 44" \| \| \| 7. \| Mark Padun \| EF Education-EasyPost \| + 56" \| \| \| 8. \| Sean Quinn \| EF Education-EasyPost \| + 1' 17" \| \| \| 9. \| Johannes Staune-Mittet \| Jumbo-Visma \| + 1' 19" \| \| \| 10. \| Natnael Tesfatsion \| Trek-Segafredo \| + 1' 30" \| \| |                        |                        |             |
| |                        |                        |             |
| |                        |                        |             |
| Samlede stilling |                        |                        |             |
| Rytter | Rytter                 | Hold                   | Tid         |
| 1. | Mauro Schmid           | Soudal Quick-Step      | 15t 57' 02" |
| 2. | James Shaw             | EF Education-EasyPost  | + 14"       |
| 3. | Walter Calzoni         | Q36.5 Pro Cycling Team | + 28"       |
| 4. | Gianluca Brambilla     | Q36.5 Pro Cycling Team | + 35"       |
| 5. | Domenico Pozzovivo     | Israel-Premier Tech    | + 43"       |
| 6. | Ben Healy              | EF Education-EasyPost  | + 44"       |
| 7. | Mark Padun             | EF Education-EasyPost  | + 56"       |
| 8. | Sean Quinn             | EF Education-EasyPost  | + 1' 17"    |
| 9. | Johannes Staune-Mittet | Jumbo-Visma            | + 1' 19"    |
| 10. | Natnael Tesfatsion     | Trek-Segafredo         | + 1' 30"    |

### 5. etape
| Carpi - Carpi | enkeltstart | (18,6 km) |

| \| Etaperesultat \| Etaperesultat \| Etaperesultat \| Etaperesultat \| Etaperesultat \| \| Rytter \| Rytter \| Hold \| Tid \| \| \| ------------- \| --------------- \| ---------------------- \| ------------- \| ------------- \| \| 1. \| Rémi Cavagna \| Soudal Quick-Step \| 22' 12" \| \| \| 2. \| Michael Hepburn \| Team Jayco AlUla \| + 18" \| \| \| 3. \| Ben Healy \| EF Education-EasyPost \| + 19" \| \| \| 4. \| Joel Suter \| Tudor Pro Cycling Team \| + 25" \| \| \| 5. \| Leo Hayter \| Ineos Grenadiers \| + 27" \| \| \| 6. \| Josef Černý \| Soudal Quick-Step \| + 29" \| \| \| 7. \| Mathias Vacek \| Trek-Segafredo \| + 35" \| \| \| 8. \| Mauro Schmid \| Soudal Quick-Step \| + 41" \| \| \| 9. \| Michael Leonard \| Ineos Grenadiers \| + 42" \| \| \| 10. \| James Shaw \| EF Education-EasyPost \| + 43" \| \| |                 |                        |         |
| |                 |                        |         |
| |                 |                        |         |
| Etaperesultat |                 |                        |         |
| Rytter | Rytter          | Hold                   | Tid     |
| 1. | Rémi Cavagna    | Soudal Quick-Step      | 22' 12" |
| 2. | Michael Hepburn | Team Jayco AlUla       | + 18"   |
| 3. | Ben Healy       | EF Education-EasyPost  | + 19"   |
| 4. | Joel Suter      | Tudor Pro Cycling Team | + 25"   |
| 5. | Leo Hayter      | Ineos Grenadiers       | + 27"   |
| 6. | Josef Černý     | Soudal Quick-Step      | + 29"   |
| 7. | Mathias Vacek   | Trek-Segafredo         | + 35"   |
| 8. | Mauro Schmid    | Soudal Quick-Step      | + 41"   |
| 9. | Michael Leonard | Ineos Grenadiers       | + 42"   |
| 10. | James Shaw      | EF Education-EasyPost  | + 43"   |

## Resultater

### Samlede stilling
| \| Samlede stilling \| Samlede stilling \| Samlede stilling \| Samlede stilling \| Samlede stilling \| \| Rytter \| Rytter \| Hold \| Tid \| \| \| ---------------- \| ------------------ \| ---------------------- \| ---------------- \| ---------------- \| \| 1. \| Mauro Schmid \| Soudal Quick-Step \| 16t 19' 55" \| \| \| 2. \| James Shaw \| EF Education-EasyPost \| + 16" \| \| \| 3. \| Ben Healy \| EF Education-EasyPost \| + 22" \| \| \| 4. \| Mark Padun \| EF Education-EasyPost \| + 1' 06" \| \| \| 5. \| Leo Hayter \| Ineos Grenadiers \| + 1' 19" \| \| \| 6. \| Domenico Pozzovivo \| Israel-Premier Tech \| + 1' 35" \| \| \| 7. \| Ben Zwiehoff \| Bora-Hansgrohe \| + 1' 52" \| \| \| 8. \| Sean Quinn \| EF Education-EasyPost \| + 1' 55" \| \| \| 9. \| Walter Calzoni \| Q36.5 Pro Cycling Team \| + 1' 57" \| \| \| 10. \| Gianluca Brambilla \| Q36.5 Pro Cycling Team \| + 2' 10" \| \| |                    |                        |             |
| |                    |                        |             |
| Kilde: ProCyclingStats |                    |                        |             |
| Samlede stilling |                    |                        |             |
| Rytter | Rytter             | Hold                   | Tid         |
| 1. | Mauro Schmid       | Soudal Quick-Step      | 16t 19' 55" |
| 2. | James Shaw         | EF Education-EasyPost  | + 16"       |
| 3. | Ben Healy          | EF Education-EasyPost  | + 22"       |
| 4. | Mark Padun         | EF Education-EasyPost  | + 1' 06"    |
| 5. | Leo Hayter         | Ineos Grenadiers       | + 1' 19"    |
| 6. | Domenico Pozzovivo | Israel-Premier Tech    | + 1' 35"    |
| 7. | Ben Zwiehoff       | Bora-Hansgrohe         | + 1' 52"    |
| 8. | Sean Quinn         | EF Education-EasyPost  | + 1' 55"    |
| 9. | Walter Calzoni     | Q36.5 Pro Cycling Team | + 1' 57"    |
| 10. | Gianluca Brambilla | Q36.5 Pro Cycling Team | + 2' 10"    |

### Bjergkonkurrencen
| Bjergkonkurrence | Bjergkonkurrence    | Bjergkonkurrence                   | Bjergkonkurrence | Bjergkonkurrence |
| Rytter           | Rytter              | Hold                               | Point            |                  |
| ---------------- | ------------------- | ---------------------------------- | ---------------- | ---------------- |
| 1.               | Alexis Guérin       | Bingoal WB                         | 28 point         |                  |
| 2.               | Lennert Teugels     | Bingoal WB                         | 24 point         |                  |
| 3.               | Marco Murgano       | Team Corratec                      | 23 point         |                  |
| 4.               | Jhonatan Restrepo   | GW Shimano-Sidermec                | 16 point         |                  |
| 5.               | Ben Healy           | EF Education-EasyPost              | 14 point         |                  |
| 6.               | Andrea Garosio      | Eolo-Kometa                        | 12 point         |                  |
| 7.               | Florian Lipowitz    | Bora-Hansgrohe                     | 10 point         |                  |
| 8.               | Alessandro Fancellu | Eolo-Kometa                        | 10 point         |                  |
| 9.               | Veljko Stojnić      | Team Corratec                      | 8 point          |                  |
| 10.              | Luca Covili         | Green Project-Bardiani CSF-Faizanè | 8 point          |                  |

### Pointkonkurrencen
| Pointkonkurrence | Pointkonkurrence   | Pointkonkurrence       | Pointkonkurrence | Pointkonkurrence |
| Rytter           | Rytter             | Hold                   | Point            |                  |
| ---------------- | ------------------ | ---------------------- | ---------------- | ---------------- |
| 1.               | Mauro Schmid       | Soudal Quick-Step      | 28 point         |                  |
| 2.               | Ben Healy          | EF Education-EasyPost  | 13 point         |                  |
| 3.               | Domenico Pozzovivo | Israel-Premier Tech    | 12 point         |                  |
| 4.               | James Shaw         | EF Education-EasyPost  | 11 point         |                  |
| 5.               | Rémi Cavagna       | Soudal Quick-Step      | 10 point         |                  |
| 6.               | Sean Quinn         | EF Education-EasyPost  | 10 point         |                  |
| 7.               | Alexis Guérin      | Bingoal WB             | 10 point         |                  |
| 8.               | Walter Calzoni     | Q36.5 Pro Cycling Team | 10 point         |                  |
| 9.               | Mark Padun         | EF Education-EasyPost  | 7 point          |                  |
| 10.              | Felix Engelhardt   | Team Jayco AlUla       | 7 point          |                  |

### Ungdomskonkurrencen
| Ungdomskonkurrence | Ungdomskonkurrence     | Ungdomskonkurrence     | Ungdomskonkurrence | Ungdomskonkurrence |
| Rytter             | Rytter                 | Hold                   | Tid                |                    |
| ------------------ | ---------------------- | ---------------------- | ------------------ | ------------------ |
| 1.                 | Ben Healy              | EF Education-EasyPost  | 16t 20' 17"        |                    |
| 2.                 | Leo Hayter             | Ineos Grenadiers       | + 57"              |                    |
| 3.                 | Sean Quinn             | EF Education-EasyPost  | + 1' 33"           |                    |
| 4.                 | Walter Calzoni         | Q36.5 Pro Cycling Team | + 1' 35"           |                    |
| 5.                 | Tijmen Graat           | Jumbo-Visma            | + 1' 50"           |                    |
| 6.                 | Felix Engelhardt       | Team Jayco AlUla       | + 1' 59"           |                    |
| 7.                 | Johannes Staune-Mittet | Jumbo-Visma            | + 2' 31"           |                    |
| 8.                 | Fernando Tercero       | Eolo-Kometa            | + 2' 46"           |                    |
| 9.                 | Davide Piganzoli       | Eolo-Kometa            | + 4' 43"           |                    |
| 10.                | Florian Lipowitz       | Bora-Hansgrohe         | + 5' 17"           |                    |

### Holdkonkurrencen
| Holdkonkurrence | Holdkonkurrence                    | Holdkonkurrence | Holdkonkurrence |
| Hold            | Hold                               | Tid             |                 |
| --------------- | ---------------------------------- | --------------- | --------------- |
| 1.              | EF Education-EasyPost              | 49t 00' 46"     |                 |
| 2.              | Jumbo-Visma                        | + 6' 30"        |                 |
| 3.              | Green Project-Bardiani CSF-Faizanè | + 12' 10"       |                 |
| 4.              | Soudal Quick-Step                  | + 13' 19"       |                 |
| 5.              | Eolo-Kometa                        | + 14' 34"       |                 |

## Hold og ryttere
| UCI WorldTeams (8)- Astana Qazaqstan Team - Bora-Hansgrohe - EF Education-EasyPost - Ineos Grenadiers - Jumbo-Visma - Soudal Quick-Step - Team Jayco AlUla - Trek-Segafredo UCI ProTeams (8)- Bingoal WB - Bolton Equities Black Spoke Pro Cycling - Eolo-Kometa - Green Project-Bardiani CSF-Faizanè - Israel-Premier Tech - Q36.5 Pro Cycling Team - Team Corratec - Tudor Pro Cycling Team UCI Kontinentalhold (7)- Beltrami TSA-Tre Colli - General Store-Essegibi-F.lli Curia - GW Shimano-Sidermec - MG.K Vis Colors For Peace - Sofer-Savini Due-OMZ - Team Technipes #inEmiliaRomagna - Work Service-Vitalcare-Dynatek |
| |

### Danske ryttere
| Danske ryttere på startlisten |                   |                |           |
| Rygnummer                     | Rytter            | Hold           | Placering |
| 73                            | Asbjørn Hellemose | Trek-Segafredo | DNF-1     |

* DNF = gennemførte ikke

### Startliste
| Ineos Grenadiers IGD | Ineos Grenadiers IGD  | Ineos Grenadiers IGD |
| -------------------- | --------------------- | -------------------- |
| Nr.                  | Rytter                | Placering            |
| 1                    | Cameron Wurf (AUS)    | 75.                  |
| 2                    | Luke Rowe (GBR)       | 76.                  |
| 3                    | Brandon Rivera (COL)  | 28.                  |
| 4                    | Elia Viviani (ITA)    | 90.                  |
| 5                    | Michael Leonard (CAN) | 86.                  |
| 6                    | Leo Hayter (GBR)      | 5.                   |

| Astana Qazaqstan Team AST | Astana Qazaqstan Team AST   | Astana Qazaqstan Team AST |
| ------------------------- | --------------------------- | ------------------------- |
| Nr.                       | Rytter                      | Placering                 |
| 11                        | Jurij Natarov (KAZ)         | 94.                       |
| 12                        | Manuele Boaro (ITA)         | 74.                       |
| 13                        | Antonio Nibali (ITA)        | 59.                       |
| 14                        | Aljaksandr Rabusjenka (BLR) | 107.                      |
| 15                        | Gleb Brussenskij (KAZ)      | DNF-2                     |
| 16                        | Cristian Scaroni (ITA)      | 37.                       |
| 17                        | Igor Tjzhan (KAZ)           | 49.                       |

| Bora-Hansgrohe BOH | Bora-Hansgrohe BOH     | Bora-Hansgrohe BOH |
| ------------------ | ---------------------- | ------------------ |
| Nr.                | Rytter                 | Placering          |
| 21                 | Matthew Walls (GBR)    | 103.               |
| 22                 | Ben Zwiehoff (GER)     | 7.                 |
| 23                 | Giovanni Aleotti (ITA) | DNF-1              |
| 24                 | Patrick Gamper (AUT)   | 48.                |
| 25                 | Luis-Joe Lührs (GER)   | 41.                |
| 26                 | Florian Lipowitz (GER) | 23.                |

| EF Education-EasyPost EFE | EF Education-EasyPost EFE | EF Education-EasyPost EFE |
| ------------------------- | ------------------------- | ------------------------- |
| Nr.                       | Rytter                    | Placering                 |
| 31                        | Marc Pritzen (RSA)        | 92.                       |
| 32                        | Sean Quinn (USA)          | 8.                        |
| 33                        | James Shaw (GBR)          | 2.                        |
| 34                        | Mark Padun (UKR)          | 4.                        |
| 35                        | Georg Steinhauser (GER)   | 70.                       |
| 36                        | Ben Healy (IRL)           | 3.                        |
| 37                        | Stefan de Bod (RSA)       | 34.                       |

| Jumbo-Visma TJV | Jumbo-Visma TJV              | Jumbo-Visma TJV |
| --------------- | ---------------------------- | --------------- |
| Nr.             | Rytter                       | Placering       |
| 42              | Gijs Leemreize (NED)         | 20.             |
| 43              | Milan Vader (NED)            | 21.             |
| 44              | Loe van Belle (NED)          | 52.             |
| 45              | Johannes Staune-Mittet (NOR) | 15.             |
| 46              | Thomas Gloag (GBR)           | DNF-3           |
| 47              | Tijmen Graat (NED)           | 11.             |

| Soudal Quick-Step SOQ | Soudal Quick-Step SOQ       | Soudal Quick-Step SOQ |
| --------------------- | --------------------------- | --------------------- |
| Nr.                   | Rytter                      | Placering             |
| 51                    | Josef Černý (CZE)           | 96.                   |
| 52                    | James Knox (GBR)            | 16.                   |
| 53                    | Mauro Schmid (SUI)          | 1.                    |
| 54                    | Stan Van Tricht (BEL)       | DNF-4                 |
| 55                    | Martin Svrček (SVK)         | 56.                   |
| 56                    | Rémi Cavagna (FRA)          | 38.                   |
| 57                    | William Junior Lecerf (BEL) | 39.                   |

| Team Jayco AlUla JAY | Team Jayco AlUla JAY   | Team Jayco AlUla JAY |
| -------------------- | ---------------------- | -------------------- |
| Nr.                  | Rytter                 | Placering            |
| 61                   | Michael Hepburn (AUS)  | 80.                  |
| 62                   | Lawson Craddock (USA)  | 50.                  |
| 63                   | Felix Engelhardt (GER) | 12.                  |
| 64                   | Rudy Porter (AUS)      | 27.                  |
| 65                   | Jesús David Peña (COL) | DNF-4                |

| Trek-Segafredo TFS | Trek-Segafredo TFS            | Trek-Segafredo TFS |
| ------------------ | ----------------------------- | ------------------ |
| Nr.                | Rytter                        | Placering          |
| 71                 | Amanuel Ghebreigzabhier (ERI) | 40.                |
| 72                 | Tony Gallopin (FRA)           | 30.                |
| 73                 | Asbjørn Hellemose (DEN)       | DNF-1              |
| 74                 | Mathias Vacek (CZE)           | 36.                |
| 75                 | Natnael Tesfatsion (ERI)      | 13.                |

| Bingoal WB BWB | Bingoal WB BWB            | Bingoal WB BWB |
| -------------- | ------------------------- | -------------- |
| Nr.            | Rytter                    | Placering      |
| 81             | Dimitri Peyskens (BEL)    | 58.            |
| 82             | Rémy Mertz (BEL)          | 60.            |
| 83             | Marco Tizza (ITA)         | 46.            |
| 84             | Floris De Tier (BEL)      | 18.            |
| 85             | Alexis Guérin (FRA)       | 42.            |
| 86             | Lennert Teugels (BEL)     | 35.            |
| 87             | Aaron Van der Beken (BEL) | 73.            |

| Bolton Equities Black Spoke Pro Cycling BEB | Bolton Equities Black Spoke Pro Cycling BEB | Bolton Equities Black Spoke Pro Cycling BEB |
| ------------------------------------------- | ------------------------------------------- | ------------------------------------------- |
| Nr.                                         | Rytter                                      | Placering                                   |
| 91                                          | James Fouché (NZL)                          | 63.                                         |
| 92                                          | Logan Currie (NZL)                          | DNS-2                                       |
| 93                                          | Ollie Jones (NZL)                           | DNF-1                                       |
| 94                                          | Josh Kench (NZL)                            | 102.                                        |
| 95                                          | Bailey O'Donnell (NZL)                      | DNF-3                                       |
| 96                                          | James Oram (NZL)                            | 64.                                         |
| 97                                          | Mark Stewart (GBR)                          | 25.                                         |

| Eolo-Kometa EOK | Eolo-Kometa EOK           | Eolo-Kometa EOK |
| --------------- | ------------------------- | --------------- |
| Nr.             | Rytter                    | Placering       |
| 101             | Alessandro Fancellu (ITA) | 67.             |
| 102             | Francesco Gavazzi (ITA)   | DNF-4           |
| 103             | Álex Martín (ESP)         | 26.             |
| 104             | Davide Piganzoli (ITA)    | 22.             |
| 105             | Andrea Garosio (ITA)      | 44.             |
| 106             | Simone Raccani (ITA)      | 72.             |
| 107             | Fernando Tercero (ESP)    | 17.             |

| Green Project-Bardiani CSF-Faizanè BCF | Green Project-Bardiani CSF-Faizanè BCF | Green Project-Bardiani CSF-Faizanè BCF |
| -------------------------------------- | -------------------------------------- | -------------------------------------- |
| Nr.                                    | Rytter                                 | Placering                              |
| 111                                    | Davide Gabburo (ITA)                   | 19.                                    |
| 112                                    | Luca Covili (ITA)                      | 14.                                    |
| 113                                    | Omar El Gouzi (MAR)                    | 54.                                    |
| 114                                    | Alessandro Pinarello (ITA)             | 43.                                    |
| 115                                    | Alessio Martinelli (ITA)               | 32.                                    |
| 116                                    | Alessandro Santaromita (ITA)           | 71.                                    |
| 117                                    | Henok Mulubrhan (ERI)                  | DNS-5                                  |

| Israel-Premier Tech IPT | Israel-Premier Tech IPT  | Israel-Premier Tech IPT |
| ----------------------- | ------------------------ | ----------------------- |
| Nr.                     | Rytter                   | Placering               |
| 121                     | Ben Hermans (BEL)        | 24.                     |
| 122                     | Omer Goldstein (ISR)     | 51.                     |
| 124                     | Marco Frigo (ITA)        | 33.                     |
| 125                     | Alastair MacKellar (AUS) | 84.                     |
| 126                     | Nadav Raisberg (ISR)     | 82.                     |
| 127                     | Domenico Pozzovivo (ITA) | 6.                      |

| Q36.5 Pro Cycling Team Q36 | Q36.5 Pro Cycling Team Q36 | Q36.5 Pro Cycling Team Q36 |
| -------------------------- | -------------------------- | -------------------------- |
| Nr.                        | Rytter                     | Placering                  |
| 131                        | Corey Davis (USA)          | 105.                       |
| 132                        | Gianluca Brambilla (ITA)   | 10.                        |
| 133                        | Marcel Camprubí (ESP)      | DNF-3                      |
| 134                        | Carl Fredrik Hagen (NOR)   | DNS-2                      |
| 135                        | Walter Calzoni (ITA)       | 9.                         |
| 136                        | Cyrus Monk (AUS)           | 65.                        |
| 137                        | Antonio Puppio (ITA)       | 93.                        |

| Team Corratec COR | Team Corratec COR       | Team Corratec COR |
| ----------------- | ----------------------- | ----------------- |
| Nr.               | Rytter                  | Placering         |
| 141               | Veljko Stojnić (SRB)    | 85.               |
| 142               | Marco Murgano (ITA)     | 89.               |
| 143               | Stefano Gandin (ITA)    | DNF-3             |
| 144               | Charlie Quaterman (GBR) | 111.              |
| 145               | Karel Vacek (CZE)       | 78.               |
| 146               | Etienne van Empel (NED) | DNS-5             |
| 147               | Valerio Conti (ITA)     | DNF-2             |

| Tudor Pro Cycling Team TUD | Tudor Pro Cycling Team TUD | Tudor Pro Cycling Team TUD |
| -------------------------- | -------------------------- | -------------------------- |
| Nr.                        | Rytter                     | Placering                  |
| 151                        | Aloïs Charrin (FRA)        | 62.                        |
| 152                        | Rick Pluimers (NED)        | 47.                        |
| 153                        | Joel Suter (SUI)           | 69.                        |
| 154                        | Roland Thalmann (SUI)      | 88.                        |
| 155                        | Luc Wirtgen (LUX)          | 31.                        |
| 156                        | Hannes Wilksch (GER)       | 45.                        |
| 157                        | Fabian Weiss (SUI)         | 57.                        |

| Beltrami TSA-Tre Colli BTC | Beltrami TSA-Tre Colli BTC | Beltrami TSA-Tre Colli BTC |
| -------------------------- | -------------------------- | -------------------------- |
| Nr.                        | Rytter                     | Placering                  |
| 161                        | Andrea Piras (ITA)         | DNF-3                      |
| 162                        | Thomas Pesenti (ITA)       | 53.                        |
| 163                        | Matteo Freddi (ITA)        | 110.                       |
| 164                        | Andrea Biancalani (ITA)    | DNF-2                      |
| 165                        | Michael Vanni (ITA)        | DNF-3                      |
| 166                        | Lucio Pierantozzi (ITA)    | 100.                       |
| 167                        | Alex Raimondi (ITA)        | 95.                        |

| General Store-Essegibi-F.lli Curia GEF | General Store-Essegibi-F.lli Curia GEF | General Store-Essegibi-F.lli Curia GEF |
| -------------------------------------- | -------------------------------------- | -------------------------------------- |
| Nr.                                    | Rytter                                 | Placering                              |
| 171                                    | Samuele Carpene (ITA)                  | 77.                                    |
| 172                                    | Filippo D'Aiuto (ITA)                  | 98.                                    |
| 173                                    | Michele Berasi (ITA)                   | 104.                                   |
| 174                                    | Tommaso Bergagna (ITA)                 | 79.                                    |
| 175                                    | Stefano Leali (ITA)                    | 106.                                   |
| 176                                    | Lorenzo Peschi (ITA)                   | 114.                                   |
| 177                                    | Kevin Pezzo Rosola (ITA)               | 116.                                   |

| GW Shimano-Sidermec GSS | GW Shimano-Sidermec GSS   | GW Shimano-Sidermec GSS |
| ----------------------- | ------------------------- | ----------------------- |
| Nr.                     | Rytter                    | Placering               |
| 181                     | Alessandro Bisolti (ITA)  | 29.                     |
| 182                     | Jhonatan Restrepo (COL)   | 55.                     |
| 183                     | Didier Merchán (COL)      | DNF-4                   |
| 184                     | Miguel Flórez López (COL) | DNF-3                   |
| 185                     | Jonathan Guatibonza (COL) | 109.                    |
| 186                     | Andrés Mancipe (COL)      | DNF-4                   |
| 187                     | Diego Pescador (COL)      | DNF-3                   |

| MG.K Vis Colors For Peace MGK | MG.K Vis Colors For Peace MGK | MG.K Vis Colors For Peace MGK |
| ----------------------------- | ----------------------------- | ----------------------------- |
| Nr.                           | Rytter                        | Placering                     |
| 191                           | Andrea Mearelli (ITA)         | DNF-3                         |
| 192                           | Lapo Gavilli (ITA)            | 117.                          |
| 193                           | Ben Granger (GBR)             | 91.                           |
| 194                           | Davide Bauce (ITA)            | 97.                           |
| 195                           | Francesco Carollo (ITA)       | 101.                          |
| 196                           | Edoardo Martinelli (ITA)      | DNS-1                         |
| 197                           | Fabio Mazzucco (ITA)          | 108.                          |

| Sofer-Savini Due-OMZ SDO | Sofer-Savini Due-OMZ SDO      | Sofer-Savini Due-OMZ SDO |
| ------------------------ | ----------------------------- | ------------------------ |
| Nr.                      | Rytter                        | Placering                |
| 201                      | Emil Dima (ROU)               | DNF-2                    |
| 202                      | Lorenzo Di Camillo (ITA)      | 115.                     |
| 203                      | Hager Mesfin Andemariam (ERI) | DNF-3                    |
| 204                      | Nikiforos Arvanitou (GRE)     | 113.                     |
| 205                      | Zoltán Antal Lepold (HUN)     | 112.                     |
| 206                      | Soh Narumi (JPN)              | DNF-3                    |
| 207                      | Conor Schunk (USA)            | DNF-2                    |

| Team Technipes #inEmiliaRomagna TER | Team Technipes #inEmiliaRomagna TER | Team Technipes #inEmiliaRomagna TER |
| ----------------------------------- | ----------------------------------- | ----------------------------------- |
| Nr.                                 | Rytter                              | Placering                           |
| 211                                 | Emanuele Ansaloni (ITA)             | 81.                                 |
| 212                                 | Davide Dapporto (ITA)               | DNF-4                               |
| 213                                 | Romaric Forqués (FRA)               | DNF-3                               |
| 214                                 | Alessandro Monaco (ITA)             | 61.                                 |
| 215                                 | Martin Nessler (ITA)                | 68.                                 |
| 216                                 | Gabriele Petrelli (ITA)             | 66.                                 |
| 217                                 | Gidas Umbri (ITA)                   | DNF-3                               |

| Work Service-Vitalcare-Dynatek IWD | Work Service-Vitalcare-Dynatek IWD | Work Service-Vitalcare-Dynatek IWD |
| ---------------------------------- | ---------------------------------- | ---------------------------------- |
| Nr.                                | Rytter                             | Placering                          |
| 221                                | Nicola Venchiarutti (ITA)          | 118.                               |
| 222                                | Christian Danilo Pase (ITA)        | 87.                                |
| 223                                | Samuele Mion (ITA)                 | 119.                               |
| 224                                | Giacomo Garavaglia (ITA)           | 83.                                |
| 225                                | Luca Tornaboni (ITA)               | DNF-3                              |
| 226                                | Kevin Bonaldo (ITA)                | 99.                                |
| 227                                | Filippo Dignani (ITA)              | DNF-1                              |

| Ineos Grenadiers IGD | Ineos Grenadiers IGD  | Ineos Grenadiers IGD |
| -------------------- | --------------------- | -------------------- |
| Nr.                  | Rytter                | Placering            |
| 1                    | Cameron Wurf (AUS)    | 75.                  |
| 2                    | Luke Rowe (GBR)       | 76.                  |
| 3                    | Brandon Rivera (COL)  | 28.                  |
| 4                    | Elia Viviani (ITA)    | 90.                  |
| 5                    | Michael Leonard (CAN) | 86.                  |
| 6                    | Leo Hayter (GBR)      | 5.                   |

| Astana Qazaqstan Team AST | Astana Qazaqstan Team AST   | Astana Qazaqstan Team AST |
| ------------------------- | --------------------------- | ------------------------- |
| Nr.                       | Rytter                      | Placering                 |
| 11                        | Jurij Natarov (KAZ)         | 94.                       |
| 12                        | Manuele Boaro (ITA)         | 74.                       |
| 13                        | Antonio Nibali (ITA)        | 59.                       |
| 14                        | Aljaksandr Rabusjenka (BLR) | 107.                      |
| 15                        | Gleb Brussenskij (KAZ)      | DNF-2                     |
| 16                        | Cristian Scaroni (ITA)      | 37.                       |
| 17                        | Igor Tjzhan (KAZ)           | 49.                       |

| Bora-Hansgrohe BOH | Bora-Hansgrohe BOH     | Bora-Hansgrohe BOH |
| ------------------ | ---------------------- | ------------------ |
| Nr.                | Rytter                 | Placering          |
| 21                 | Matthew Walls (GBR)    | 103.               |
| 22                 | Ben Zwiehoff (GER)     | 7.                 |
| 23                 | Giovanni Aleotti (ITA) | DNF-1              |
| 24                 | Patrick Gamper (AUT)   | 48.                |
| 25                 | Luis-Joe Lührs (GER)   | 41.                |
| 26                 | Florian Lipowitz (GER) | 23.                |

| EF Education-EasyPost EFE | EF Education-EasyPost EFE | EF Education-EasyPost EFE |
| ------------------------- | ------------------------- | ------------------------- |
| Nr.                       | Rytter                    | Placering                 |
| 31                        | Marc Pritzen (RSA)        | 92.                       |
| 32                        | Sean Quinn (USA)          | 8.                        |
| 33                        | James Shaw (GBR)          | 2.                        |
| 34                        | Mark Padun (UKR)          | 4.                        |
| 35                        | Georg Steinhauser (GER)   | 70.                       |
| 36                        | Ben Healy (IRL)           | 3.                        |
| 37                        | Stefan de Bod (RSA)       | 34.                       |

| Jumbo-Visma TJV | Jumbo-Visma TJV              | Jumbo-Visma TJV |
| --------------- | ---------------------------- | --------------- |
| Nr.             | Rytter                       | Placering       |
| 42              | Gijs Leemreize (NED)         | 20.             |
| 43              | Milan Vader (NED)            | 21.             |
| 44              | Loe van Belle (NED)          | 52.             |
| 45              | Johannes Staune-Mittet (NOR) | 15.             |
| 46              | Thomas Gloag (GBR)           | DNF-3           |
| 47              | Tijmen Graat (NED)           | 11.             |

| Soudal Quick-Step SOQ | Soudal Quick-Step SOQ       | Soudal Quick-Step SOQ |
| --------------------- | --------------------------- | --------------------- |
| Nr.                   | Rytter                      | Placering             |
| 51                    | Josef Černý (CZE)           | 96.                   |
| 52                    | James Knox (GBR)            | 16.                   |
| 53                    | Mauro Schmid (SUI)          | 1.                    |
| 54                    | Stan Van Tricht (BEL)       | DNF-4                 |
| 55                    | Martin Svrček (SVK)         | 56.                   |
| 56                    | Rémi Cavagna (FRA)          | 38.                   |
| 57                    | William Junior Lecerf (BEL) | 39.                   |

| Team Jayco AlUla JAY | Team Jayco AlUla JAY   | Team Jayco AlUla JAY |
| -------------------- | ---------------------- | -------------------- |
| Nr.                  | Rytter                 | Placering            |
| 61                   | Michael Hepburn (AUS)  | 80.                  |
| 62                   | Lawson Craddock (USA)  | 50.                  |
| 63                   | Felix Engelhardt (GER) | 12.                  |
| 64                   | Rudy Porter (AUS)      | 27.                  |
| 65                   | Jesús David Peña (COL) | DNF-4                |

| Trek-Segafredo TFS | Trek-Segafredo TFS            | Trek-Segafredo TFS |
| ------------------ | ----------------------------- | ------------------ |
| Nr.                | Rytter                        | Placering          |
| 71                 | Amanuel Ghebreigzabhier (ERI) | 40.                |
| 72                 | Tony Gallopin (FRA)           | 30.                |
| 73                 | Asbjørn Hellemose (DEN)       | DNF-1              |
| 74                 | Mathias Vacek (CZE)           | 36.                |
| 75                 | Natnael Tesfatsion (ERI)      | 13.                |

| Bingoal WB BWB | Bingoal WB BWB            | Bingoal WB BWB |
| -------------- | ------------------------- | -------------- |
| Nr.            | Rytter                    | Placering      |
| 81             | Dimitri Peyskens (BEL)    | 58.            |
| 82             | Rémy Mertz (BEL)          | 60.            |
| 83             | Marco Tizza (ITA)         | 46.            |
| 84             | Floris De Tier (BEL)      | 18.            |
| 85             | Alexis Guérin (FRA)       | 42.            |
| 86             | Lennert Teugels (BEL)     | 35.            |
| 87             | Aaron Van der Beken (BEL) | 73.            |

| Bolton Equities Black Spoke Pro Cycling BEB | Bolton Equities Black Spoke Pro Cycling BEB | Bolton Equities Black Spoke Pro Cycling BEB |
| ------------------------------------------- | ------------------------------------------- | ------------------------------------------- |
| Nr.                                         | Rytter                                      | Placering                                   |
| 91                                          | James Fouché (NZL)                          | 63.                                         |
| 92                                          | Logan Currie (NZL)                          | DNS-2                                       |
| 93                                          | Ollie Jones (NZL)                           | DNF-1                                       |
| 94                                          | Josh Kench (NZL)                            | 102.                                        |
| 95                                          | Bailey O'Donnell (NZL)                      | DNF-3                                       |
| 96                                          | James Oram (NZL)                            | 64.                                         |
| 97                                          | Mark Stewart (GBR)                          | 25.                                         |

| Eolo-Kometa EOK | Eolo-Kometa EOK           | Eolo-Kometa EOK |
| --------------- | ------------------------- | --------------- |
| Nr.             | Rytter                    | Placering       |
| 101             | Alessandro Fancellu (ITA) | 67.             |
| 102             | Francesco Gavazzi (ITA)   | DNF-4           |
| 103             | Álex Martín (ESP)         | 26.             |
| 104             | Davide Piganzoli (ITA)    | 22.             |
| 105             | Andrea Garosio (ITA)      | 44.             |
| 106             | Simone Raccani (ITA)      | 72.             |
| 107             | Fernando Tercero (ESP)    | 17.             |

| Green Project-Bardiani CSF-Faizanè BCF | Green Project-Bardiani CSF-Faizanè BCF | Green Project-Bardiani CSF-Faizanè BCF |
| -------------------------------------- | -------------------------------------- | -------------------------------------- |
| Nr.                                    | Rytter                                 | Placering                              |
| 111                                    | Davide Gabburo (ITA)                   | 19.                                    |
| 112                                    | Luca Covili (ITA)                      | 14.                                    |
| 113                                    | Omar El Gouzi (MAR)                    | 54.                                    |
| 114                                    | Alessandro Pinarello (ITA)             | 43.                                    |
| 115                                    | Alessio Martinelli (ITA)               | 32.                                    |
| 116                                    | Alessandro Santaromita (ITA)           | 71.                                    |
| 117                                    | Henok Mulubrhan (ERI)                  | DNS-5                                  |

| Israel-Premier Tech IPT | Israel-Premier Tech IPT  | Israel-Premier Tech IPT |
| ----------------------- | ------------------------ | ----------------------- |
| Nr.                     | Rytter                   | Placering               |
| 121                     | Ben Hermans (BEL)        | 24.                     |
| 122                     | Omer Goldstein (ISR)     | 51.                     |
| 124                     | Marco Frigo (ITA)        | 33.                     |
| 125                     | Alastair MacKellar (AUS) | 84.                     |
| 126                     | Nadav Raisberg (ISR)     | 82.                     |
| 127                     | Domenico Pozzovivo (ITA) | 6.                      |

| Q36.5 Pro Cycling Team Q36 | Q36.5 Pro Cycling Team Q36 | Q36.5 Pro Cycling Team Q36 |
| -------------------------- | -------------------------- | -------------------------- |
| Nr.                        | Rytter                     | Placering                  |
| 131                        | Corey Davis (USA)          | 105.                       |
| 132                        | Gianluca Brambilla (ITA)   | 10.                        |
| 133                        | Marcel Camprubí (ESP)      | DNF-3                      |
| 134                        | Carl Fredrik Hagen (NOR)   | DNS-2                      |
| 135                        | Walter Calzoni (ITA)       | 9.                         |
| 136                        | Cyrus Monk (AUS)           | 65.                        |
| 137                        | Antonio Puppio (ITA)       | 93.                        |

| Team Corratec COR | Team Corratec COR       | Team Corratec COR |
| ----------------- | ----------------------- | ----------------- |
| Nr.               | Rytter                  | Placering         |
| 141               | Veljko Stojnić (SRB)    | 85.               |
| 142               | Marco Murgano (ITA)     | 89.               |
| 143               | Stefano Gandin (ITA)    | DNF-3             |
| 144               | Charlie Quaterman (GBR) | 111.              |
| 145               | Karel Vacek (CZE)       | 78.               |
| 146               | Etienne van Empel (NED) | DNS-5             |
| 147               | Valerio Conti (ITA)     | DNF-2             |

| Tudor Pro Cycling Team TUD | Tudor Pro Cycling Team TUD | Tudor Pro Cycling Team TUD |
| -------------------------- | -------------------------- | -------------------------- |
| Nr.                        | Rytter                     | Placering                  |
| 151                        | Aloïs Charrin (FRA)        | 62.                        |
| 152                        | Rick Pluimers (NED)        | 47.                        |
| 153                        | Joel Suter (SUI)           | 69.                        |
| 154                        | Roland Thalmann (SUI)      | 88.                        |
| 155                        | Luc Wirtgen (LUX)          | 31.                        |
| 156                        | Hannes Wilksch (GER)       | 45.                        |
| 157                        | Fabian Weiss (SUI)         | 57.                        |

| Beltrami TSA-Tre Colli BTC | Beltrami TSA-Tre Colli BTC | Beltrami TSA-Tre Colli BTC |
| -------------------------- | -------------------------- | -------------------------- |
| Nr.                        | Rytter                     | Placering                  |
| 161                        | Andrea Piras (ITA)         | DNF-3                      |
| 162                        | Thomas Pesenti (ITA)       | 53.                        |
| 163                        | Matteo Freddi (ITA)        | 110.                       |
| 164                        | Andrea Biancalani (ITA)    | DNF-2                      |
| 165                        | Michael Vanni (ITA)        | DNF-3                      |
| 166                        | Lucio Pierantozzi (ITA)    | 100.                       |
| 167                        | Alex Raimondi (ITA)        | 95.                        |

| General Store-Essegibi-F.lli Curia GEF | General Store-Essegibi-F.lli Curia GEF | General Store-Essegibi-F.lli Curia GEF |
| -------------------------------------- | -------------------------------------- | -------------------------------------- |
| Nr.                                    | Rytter                                 | Placering                              |
| 171                                    | Samuele Carpene (ITA)                  | 77.                                    |
| 172                                    | Filippo D'Aiuto (ITA)                  | 98.                                    |
| 173                                    | Michele Berasi (ITA)                   | 104.                                   |
| 174                                    | Tommaso Bergagna (ITA)                 | 79.                                    |
| 175                                    | Stefano Leali (ITA)                    | 106.                                   |
| 176                                    | Lorenzo Peschi (ITA)                   | 114.                                   |
| 177                                    | Kevin Pezzo Rosola (ITA)               | 116.                                   |

| GW Shimano-Sidermec GSS | GW Shimano-Sidermec GSS   | GW Shimano-Sidermec GSS |
| ----------------------- | ------------------------- | ----------------------- |
| Nr.                     | Rytter                    | Placering               |
| 181                     | Alessandro Bisolti (ITA)  | 29.                     |
| 182                     | Jhonatan Restrepo (COL)   | 55.                     |
| 183                     | Didier Merchán (COL)      | DNF-4                   |
| 184                     | Miguel Flórez López (COL) | DNF-3                   |
| 185                     | Jonathan Guatibonza (COL) | 109.                    |
| 186                     | Andrés Mancipe (COL)      | DNF-4                   |
| 187                     | Diego Pescador (COL)      | DNF-3                   |

| MG.K Vis Colors For Peace MGK | MG.K Vis Colors For Peace MGK | MG.K Vis Colors For Peace MGK |
| ----------------------------- | ----------------------------- | ----------------------------- |
| Nr.                           | Rytter                        | Placering                     |
| 191                           | Andrea Mearelli (ITA)         | DNF-3                         |
| 192                           | Lapo Gavilli (ITA)            | 117.                          |
| 193                           | Ben Granger (GBR)             | 91.                           |
| 194                           | Davide Bauce (ITA)            | 97.                           |
| 195                           | Francesco Carollo (ITA)       | 101.                          |
| 196                           | Edoardo Martinelli (ITA)      | DNS-1                         |
| 197                           | Fabio Mazzucco (ITA)          | 108.                          |

| Sofer-Savini Due-OMZ SDO | Sofer-Savini Due-OMZ SDO      | Sofer-Savini Due-OMZ SDO |
| ------------------------ | ----------------------------- | ------------------------ |
| Nr.                      | Rytter                        | Placering                |
| 201                      | Emil Dima (ROU)               | DNF-2                    |
| 202                      | Lorenzo Di Camillo (ITA)      | 115.                     |
| 203                      | Hager Mesfin Andemariam (ERI) | DNF-3                    |
| 204                      | Nikiforos Arvanitou (GRE)     | 113.                     |
| 205                      | Zoltán Antal Lepold (HUN)     | 112.                     |
| 206                      | Soh Narumi (JPN)              | DNF-3                    |
| 207                      | Conor Schunk (USA)            | DNF-2                    |

| Team Technipes #inEmiliaRomagna TER | Team Technipes #inEmiliaRomagna TER | Team Technipes #inEmiliaRomagna TER |
| ----------------------------------- | ----------------------------------- | ----------------------------------- |
| Nr.                                 | Rytter                              | Placering                           |
| 211                                 | Emanuele Ansaloni (ITA)             | 81.                                 |
| 212                                 | Davide Dapporto (ITA)               | DNF-4                               |
| 213                                 | Romaric Forqués (FRA)               | DNF-3                               |
| 214                                 | Alessandro Monaco (ITA)             | 61.                                 |
| 215                                 | Martin Nessler (ITA)                | 68.                                 |
| 216                                 | Gabriele Petrelli (ITA)             | 66.                                 |
| 217                                 | Gidas Umbri (ITA)                   | DNF-3                               |

| Work Service-Vitalcare-Dynatek IWD | Work Service-Vitalcare-Dynatek IWD | Work Service-Vitalcare-Dynatek IWD |
| ---------------------------------- | ---------------------------------- | ---------------------------------- |
| Nr.                                | Rytter                             | Placering                          |
| 221                                | Nicola Venchiarutti (ITA)          | 118.                               |
| 222                                | Christian Danilo Pase (ITA)        | 87.                                |
| 223                                | Samuele Mion (ITA)                 | 119.                               |
| 224                                | Giacomo Garavaglia (ITA)           | 83.                                |
| 225                                | Luca Tornaboni (ITA)               | DNF-3                              |
| 226                                | Kevin Bonaldo (ITA)                | 99.                                |
| 227                                | Filippo Dignani (ITA)              | DNF-1                              |